# Premio François Deruyts
El premio François Deruyts es un galardón creado en 1902 por la Académie royale des sciences, des lettres et des beaux-arts de Belgique.
Se entrega cada cuatro años, creado en honor a François Deruyts (1864-1902), distingue al mejor trabajo original sobre geometría, publicado por uno o más investigadores de la Unión Europea.

## Laureados[2]
- 1906 — Modeste Léon Marie Stuyvaert
- 1910 — Joseph Fairon
- 1914 — Lucien Auguste Godeaux
- 1918 — No atribuido
- 1926 — No atribuido
- 1930 — Roland Clément Lucien Deaux
- 1934 — Augustin Arthur Antoine Delgleize
- 1938 — Pol Martin Célestin Burniat
- 1938 — Octave Rozet
- 1942 — Pierre Defrise
- 1946 — Louis Camille Maurice Nollet
- 1946 — François Jongmans
- 1950 — Léon-Élie Derwidué
- 1954 — Guy Hirsch
- 1958 — Fernand Pierre Backes
- 1962 — Paul Dedecker
- 1962 — Jacques Tits
- 1966 — No atribuido
- 1970 — Joseph Thas
- 1974 — Pierre Deligne
- 1978 — Michel Cahen
- 1982 — Francis Buekenhout
- 1986 — Pierre Lecomte
- 1990 — Luc Haine
- 1994 — Luc Lemaire
- 1998 — Simone Gutt
- 2002 — Yves Félix
- 2006 — Frédéric Bourgeois